# Veselivka, Kremeneț
Veselivka (în ucraineană Веселівка) este un sat în comuna Bilokrînîțea din raionul Kremeneț, regiunea Ternopil, Ucraina.

## Demografie
Componența lingvistică a localității Veselivka
     Ucraineană (99,54%)
     Alte limbi (0,46%)
Conform recensământului din 2001, majoritatea populației localității Veselivka era vorbitoare de ucraineană (99,54%), existând în minoritate și vorbitori de alte limbi.